# Męczeństwo św. Sebastiana (obraz Hansa Memlinga)
Męczeństwo św. Sebastiana (niderl. De marteling van de heilige Sebastiaan) – obraz olejny na desce niderlandzkiego malarza niemieckiego pochodzenia Hansa Memlinga, znajdujący się w Królewskim Muzeum Sztuk Pięknych w Brukseli.

## Opis
Temat męczeństwa Świętego Sebastiana był wielokrotnie podejmowany przez malarzy renesansowych. Męczeństwo Sebastiana zostało opisane w XIII-wiecznym zbiorze żywotów świętych pt. Złota legenda autorstwa Jakuba de Voragine. Memling dwukrotnie podejmował ten temat a dzieło ze zbiorów Królewskiego Muzeum Sztuk Pięknych jest pierwszą próbą. Drugi obraz znajduje się na skrzydle tryptyku pt. Zmartwychwstanie znajdującym się obecnie w Luwrze. Artysta nie odchodzi od dotychczasowego sposobu przedstawienia w ikonologii. Zgodnie ze swoim zwyczajem scena uśmiercenia świętego została przedstawiona w bardzo łagodny sposób bez brutalności i dramatyzmu. W sposób bardzo realistyczny przedstawił natomiast motywy roślinne oraz piękną panoramę miasta w tle.